# Giardino Torrigiani
Il giardino Torrigiani è una vasta area verde privata nel centro storico di Firenze, annessa al Casino Torrigiani al Campuccio e con accesso da via de' Serragli 144-146 e via del Campuccio 49-51-53-55. Il lato sud-ovest del giardino costeggia il tratto di mura lungo il viale Francesco Petrarca (con una via interna adibita a parcheggio chiamata via Gusciana). Il giardino, di circa dieci ettari, è un importante esempio di parco romantico in Italia, e tra gli edifici che lo compongono spicca lo slanciato torrino, che fu costruito in un percorso ricco di allusioni al mondo della Massoneria.  

## Storia

### Origini
I primi acquisti promossi dai Torrigiani in questa zona risalgono al 1531, incrementati tra il 1558 e il 1562 e seguiti dalla costruzione di una casino probabilmente poco dopo il 1571, successivamente alla demolizione delle fortificazioni che qui insistevano, volute da Cosimo I in occasione della guerra con Siena. Tale edificio, posto su via del Campuccio, presentava un'ampia loggia al piano terreno che guardava al giardino e agli orti, già noti nel Seicento per le loro coltivazioni. 
Nel 1716 Pier Antonio Micheli, con altri botanici, affittò parte del terreno per coltivarvi piante di recente introduzione, da studiare e acclimatare. L'interesse per tali rarità si intensificò ulteriormente grazie alla passione di Pietro Torrigiani, che entrò in possesso della proprietà nel 1798, quando - nato Guadagni e Torrigiani solo per parte materna - assunse il cognome dello zio cardinale Ludovico Maria Torriggiani, ultimo del ramo principale della famiglia. 

### Creazione del parco romantico ed esoterico
Pietro estese l'area fino alle mura ed ad altre zone limitrofe, fino a giungere nel 1817 a una superficie di dieci ettari. Tra gli acquisti risultano anche delle proprietà già dei Del Rosso, comprendenti un casino seicentesco posto in prossimità della strada interna alle mura urbane, un giardino con boschetto e quattro uccelliere. Con l'obiettivo di dare un carattere unitario all'intero possedimento, il marchese Torrigiani fece trasformare l'antico casino dall'architetto Bernardo Fallani che lo dotò di un porticato al piano terreno, e incaricò fin dal 1813 Luigi de Cambray Digny della realizzazione del nuovo giardino. Benché il prosieguo dei lavori sia stato diretto dallo stesso Pietro Torrigiani (coadiuvato da Vincenzo Palchetti per la vegetazione), è certo da considerare determinante l'apporto di Cambray Digny, anche per l'estesa simbologia legata al mondo dell'Arcadia e a quello massonico ed esoterico, che sottende ai percorsi del giardino, di tale complessità da rendere necessaria la predisposizione di una guida per la visita, edita nel 1824. 
Nei lavori venne ugualmente coinvolto Gaetano Baccani (subentrato nel 1819 nella progettazione e direzione dei lavori a seguito delle dimissioni del Digny), autore di quel torrino neogotico che caratterizza fortemente il giardino (evidente riferimento all'arme della famiglia) e di molti altri interventi lungo l'itinerario. L'architetto, tra l'altro, "diresse secondo un ben preciso disegno i lavori per la costruzione del sepolcreto, ritagliò nelle mura medicee i finti merli, diresse ancora i lavori per la costruzione del "Gioco del Pallone" e dell'"Anfiteatro del Ginnasio", allestì il già esistente ippodromo con panchine e barriere per i cavalli, si occupò ancora della sistemazione della bilancia cinese, dell'uccelliera, del romitorio da realizzarsi sull'angolo di via delle Mura e di una specola sul bastione mediceo". 
Con tali interventi, oltre ad essere dopo quello di Boboli il più grande come estensione, il giardino divenne uno dei più belli della città e uno dei più importanti per le rarità botaniche, oggetto di continue visite di carattere scientifico e premiato, per le piante e i fiori in esso prodotti, in molte esposizioni nazionali e internazionali. Aperto al pubblico nel 1824 con accesso principale da via de' Serragli (dove una statua di Osiride, dio legato all'agricoltura, sorregge delle tavole che indicano le norme da seguire per accedere agli spazi verdi) il giardino presentava, secondo la guida, oltre trenta punti d'interesse. 
Sempre alla fine dell'Ottocento, presso il grande prato del Giardino Torrigiani, si tenevano allenamenti e venivano disputati incontri privati di football ospitando esponenti dell'aristocrazia fiorentina e delle famiglie inglesi che si erano trasferite a Firenze nel XIX secolo. Proprio grazie a Pietro Torrigiani venne infatti fondato il Florence Football Club, la società calcistica più antica di Firenze, che ebbe nell'allora sindaco di Firenze, figura di spicco della politica fiorentina, il suo primo presidente. 
Attualmente un ulteriore ingresso è collocato al n. 53 di via del Campuccio, che introduce a un ampio spazio segnato da una grande aiuola con, al centro, il gruppo di Pio Fedi rappresentante Seneca col giovane Pietro Torrigiani. Da qui l'itinerario si snoda verso la grotta di Merlino, l'anfiteatro, il Gymnasium (oggi destinato ai giardinieri), il boschetto, il Romitorio, l'Ossario, il Torrino di Gaetano Baccani. Quest'ultimo è uno degli elementi più rappresentativi del progetto: eretto nel 1824, alto 22 metri (ma il fatto di trovarsi su una collinetta artificiale ne aumenta l'impatto visivo), allude con i suoi tre livelli ai tre gradi del processo di iniziazione al mondo massonico. Nella pratica era adibito a 'specola' astronomica e ospitava una biblioteca, una raccolta di strumenti astronomici e di armi, e sulla sommità una terrazza scoperta per l'osservazione del cielo. 
Si segnalano, per l'accurata descrizione dei luoghi, le ampie annotazioni redatte da Angiolo Pucci attorno al 1930. Oltre al giardino, la proprietà ospita attualmente un vivaio che ha ampliato le serre ottocentesche e che propone un'ampia varietà di piante da interno e per allestimenti.

## Descrizione

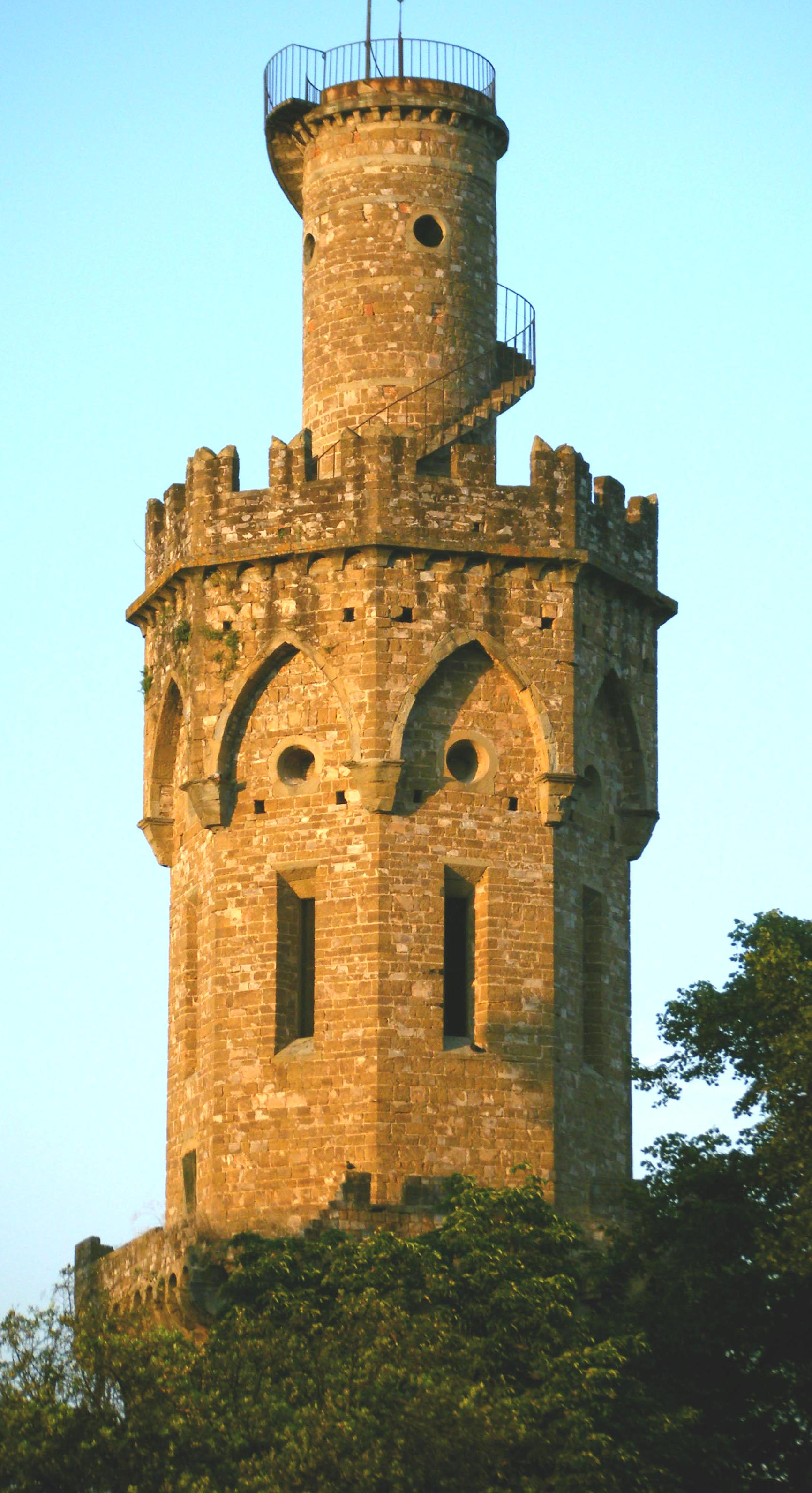
Il Torrino fotografato dal viale Petrarca, al di là delle mura.

### Il "giorno"
Anticamente si entrava da via dei Serragli e da lì iniziava il percorso simbolico, con una statua di Osiride, dio legato all'agricoltura, al mondo dei defunti ed alla resurrezione; la statua sorregge delle tavole che indicano ancora le norme del giardino, un curioso vestigio di quando il parco venne aperto al pubblico nel 1824. Mani scolpite su colonne indicano ancora oggi i percorsi da seguire. Alcune zone del parco erano destinate anche al pascolo di animali selvatici quali cervi e caprioli.
L'ingresso attuale su via del Campuccio, al numero 53, introduce in un ampio spazio segnato da una grande aiuola circolare quadripartita con, al centro, il grande gruppo classicheggiante, opera di Pio Fedi, che rappresenta Seneca col giovane Pietro Torrigiani. Attorno si dispongono vari elementi scultorei, alcuni con ancora i sostegni in ferro originali per lanterne.
Poco lontano si trovava la grotta di Merlino, dove il personaggio leggendario doveva richiamare al visitatore il tema della forza interiore dell'uomo, che ciascuno può usare secondo la propria volontà. Le mura del giardino all'interno erano coperte da affreschi di scene campestre e finte architetture in rovina.
Percorrendo un sentiero sinuoso in lieve salita si trovano sulla destra il piccolo anfiteatro (di uso puramente simbolico e come momento di sosta, non adatto a rappresentazioni teatrali) e il gymnasium, un tempietto in stile arcadico dove ci si poteva cambiare dopo aver praticato giochi quale il pallone, il tiro con l'arco, con la pistola e con la carabina nell'antistante prato (oggi usato dai giardinieri).

### La "notte"

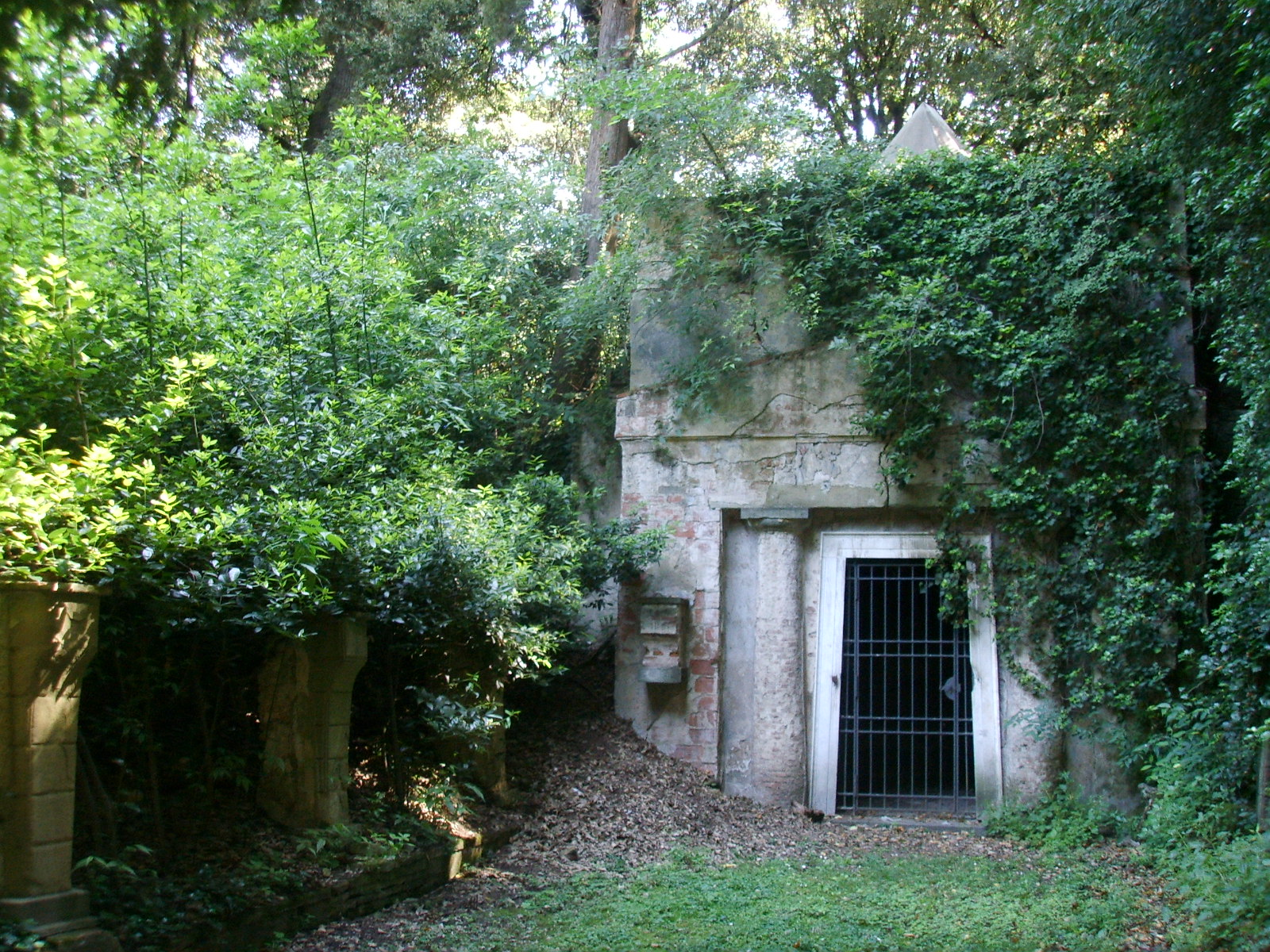
L'"ossario"

Di fianco al prato si trova un boschetto posto su una collinetta artificiale: l'oscurità della vegetazione introduceva alla seconda parte del percorso, legata al tema della notte e della morte. Si trova nel bosco un Romitorio ed alcune sculture simboliche: l'urna con il serpente e una civetta (quest'ultima opera risulta ormai dispersa). Altrettanto simbolico era poi l'ossario, una grotticina preceduta da un vialetto affiancato da erme in stile egizio, fino a giungere, dopo aver costeggiato le mura trecentesche, alla base della torre, dove, sotto una collinetta, esiste un vano che simboleggiava un forno crematorio: da lì le "ceneri" simboliche dell'individuo ascendevano tramite la torre ad uno stato di conoscenza più alto ed a una sorta di resurrezione.

### La torre

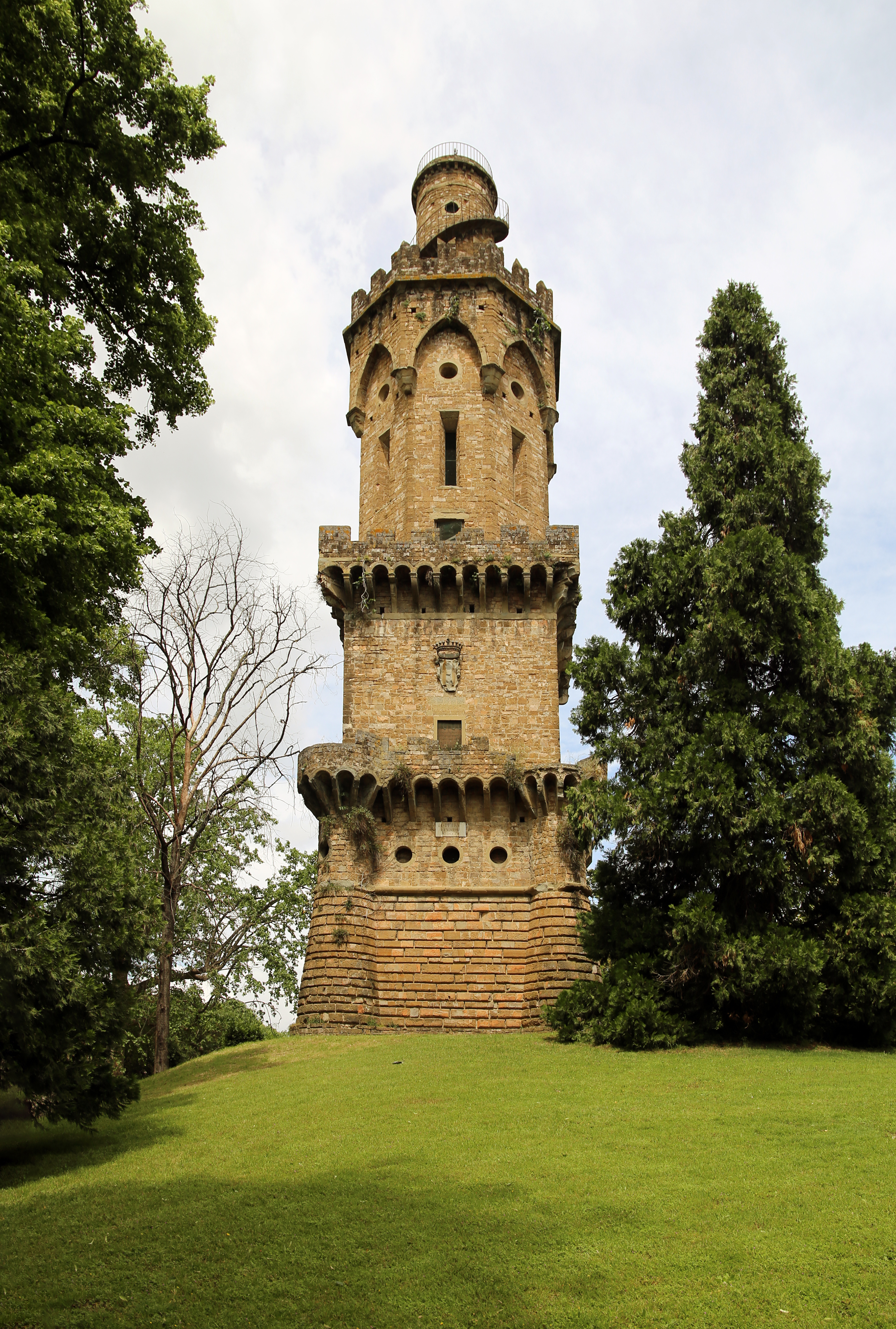
Il Torrino del Giardino Torrigiani

La torre quindi, aveva vari valori sia pratici che simbolici.
Fu costruita dal Baccani nel 1824 per un'altezza di circa quaranta metri, ma il fatto di trovarsi su una collinetta artificiale ne aumenta l'impatto visivo.
La torre allude innanzitutto ai Torrigiani, che nello stemma avevano proprio un torrino sormontato da tre stelle. Inoltre i suoi tre livelli alludono ai tre gradi del processo di iniziazione dal mondo profano a quello iniziatico della massoneria. La forma dei piani ricorda opere antiche, come il faro di Alessandria, e pure richiama il tema della conoscenza: dalla base squadrata, si passa al livello ottagonale, che prelude alla sommità cilindrica, dove il cerchio simboleggia la perfezione della conoscenza divina.
Nella pratica era adibita a "specola" astronomica e nei suoi piani erano ospitate una biblioteca, una raccolta di strumenti astronomici, di armi, e sulla sommità una terrazza scoperta per l'osservazione del cielo.

### Corredo scultoreo
Tra le sculture presenti nel giardino si ricordano l'opera barocca del Baratta, il gruppo marmoreo "di greco scalpello" raffigurante un Toro abbattuto da un leone, la statua di Osiride adiacente all'ingresso di via de' Serragli, la colonna marmorea dedicata al grande botanico Pier Antonio Micheli che in questa località lavorò assiduamente nei primi del Settecento, le statue di Giano e di Esculapio.

### Essenze arboree e vegetali

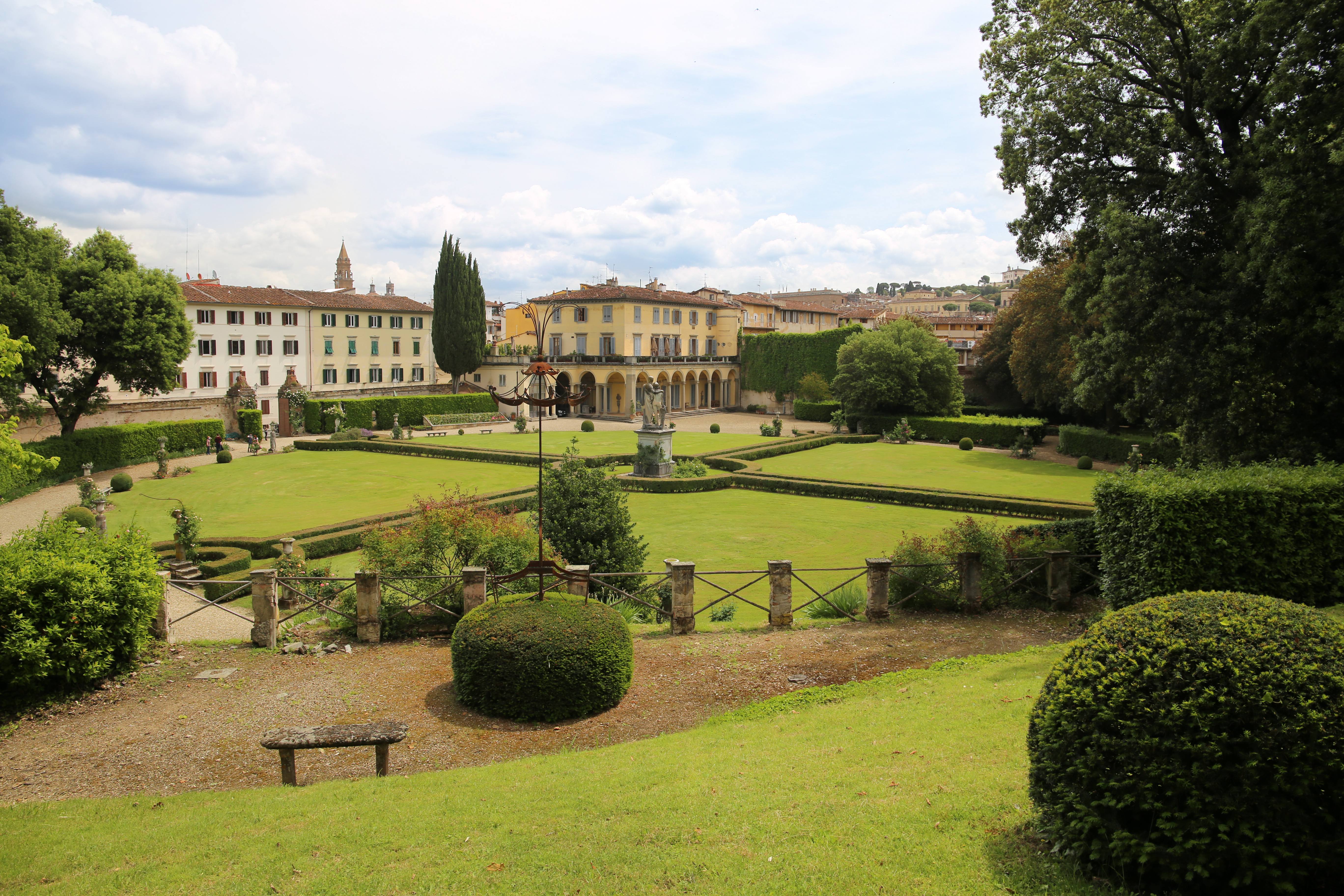
Il parterre circolare con la statua di Pio Fedi

La storia di questo giardino è importante non solo da un punto di vista architettonico, ma anche da quello botanico, testimoniato dalla presenza di vecchie e nuove serre, limonaie, tepidari, oltre ad un gran numero di piante.
Nel 1839 venne redatto da A. Pucci un inventario delle essenze in cui risultava che erano presenti 5.500 piante in vaso (ananas, camelie, rododendri, agrumi, ecc.) e oltre 13.000 piante in terra tra cui alberi da frutto, magnolie, pini e cipressi.

### Il Casino
Segnato con i numeri 49-51 di via del Campuccio, il Casino è uno degli edifici della proprietà, come indica la presenza nel primo tratto dell'immobile (lato sinistro) di due scudi con le armi del Torrigiani (d'azzurro, alla torre d'argento, accompagnata da tre stelle a otto punte d'oro, una in capo e due ai fianchi). Il prospetto si articola per sette assi su tre piani senza peraltro presentare elementi architettonici di particolare rilievo. 
Segue, segnato con il numero 53, un basso corpo di fabbrica che si identifica con uno degli ingressi al giardino, caratterizzato da un ampio androne arricchito da busti e aperto agli spazi verdi tramite un arioso loggiato. Questa porzione dovrebbe essere riconducibile a un intervento dell'architetto Bernardo Fallani, che comunque avrebbe operato laddove già esisteva un casino eretto nel tardo Cinquecento (attualmente parte degli ambienti sono occupati dalla residenza d'epoca Ad Astra, con spazi riletti e arredati dall'architetto Francesco Maestrelli).